# El Largo Maderal
El Largo, más conocido como El Largo Maderal, es una localidad del estado mexicano de Chihuahua, localizada en el noroeste del estado, en la Sierra Madre Occidental, constituye el ejido más grande de México, dedicado primordialmente a la explotación forestal.

## Historia
El Largo Maderal fue constituido en ejido en 1971, contando con más de 270 000 hectáreas para la explotación forestal lo que lo hace el ejido más grande territorialmente de México, también ha sido considerado un ejemplo en el manejo sustentable de la explotación de los bosques de manera ecológica, reconocido internacionalmente.

## Localización y demografía
Localizado en las coordenadas 29°41′16″N 108°16′21″O / 29.68778, -108.27250 y a una altitud de 2150 metros sobre el nivel del mar, es conocido por ser uno de los lugares más fríos de México, tiene una población de 4021 habitantes según el Conteo de Población y Vivienda de 2005 realizado por el INEGI, lo que lo convierte en la segunda localidad por población del municipio de Madera. Tiene el carácter de sección municipal del ayuntamiento de Madera.